# Palacio de los Condes de Bureta
El Palacio de los Condes de Bureta se encuentra situado en el municipio zaragozano de Bureta, España. 
Actualmente sigue perteneciendo a los condes de Bureta, habiendo sido completamente restaurado. Alberga una extensa colección de muebles, un archivo de gran relevancia histórica y obras de arte de diferentes épocas. El palacio está parcialmente reconvertido en casa rural y establecimiento hostelero, y todo el conjunto es visitable.

## Historia
El palacio se encuentra situado a orillas del río Huecha y se trata de una construcción del siglo XVII que forma un conjunto con la iglesia de la Santa Cruz. 
En la parte posterior del palacio quedan los restos de un torreón de piedra sillar, posiblemente romano, reutilizado por los musulmanes para la construcción del castillo que existió aquí en época medieval, y que correspondía a la línea de defensa del curso del río Huecha, junto con los castillos de Bulbuente, Maleján, Magallón, Agón y Cortes y que correspondían a los siglos X y XII.
Tras la reconquista, el castillo y lugar de Bureta fue dado en tenencia, siendo el Caballero Roger el primer señor del que se tiene noticia en 1137.
En el Salón llamado de los Caballeros se celebraron Cortes en 1363 para ajustar paces entre los reinos de Castilla y Aragón.

## Descripción
Es un edificio con forma de "ele" alrededor de un patio cerrado por un muro, donde se sitúa la entrada. Este frente forma, junto con la fachada de la iglesia y las viviendas de aparceros, una U que envuelve la plaza Mayor. 
Está construido en varias fases, correspondiendo la primera a la época renacentista y terminando en la época barroca. Consta de un cuerpo longitudinal rematado por una galería corrida de arcos de medio punto edificado en el siglo XVI, al que se añaden en el siglo XVII dos cuerpos de estilo neoclásico situados a ambos lados del anterior.
En la fachada principal hay dos arcos, y sobre ellos dos pequeños óculos bajo la cubierta. También existen otros dos cuerpos de estilo neoclásico, con grandes vanos. La portada se abre en el muro del jardín.

## Archivo
El archivo histórico alberga más de 14.000 documentos, desde el siglo XII, de los que se han catalogado 5.000. Entre ellos una carta de Antonio Pérez, secretario de Felipe II, sobre los acontecimientos de la Guerra contra Francia (XVI), privilegios reales, la carta puebla de Grañén (Huesca), una carta de Carlos III aprobando el libre comercio de las Islas Canarias (1772), un Semanario real de lo acontecido en la Corte (1737-1740), 1.200 cartas de la Guerra de la Independencia, pleitos, proyectos constructivos como el del Mercado Central de Zaragoza o el paraninfo de la Universidad de Zaragoza, o una historia del Justiciazgo elaborada por el Justicia de Aragón Juan Jiménez Cerdán, que recoge todos los Justicias que ocuparon el cargo antes de 1425.

## Restauración
En 2004 comenzó la restauración completa del palacio, finalizando en 2008. Fue promovida por el decimotercer conde de Bureta y financiada íntegramente con recursos propios. Esta restauración ha mantenido intacto el estilo y arte muebles originales con los que el palacio llegó a comienzos del siglo XXI, recibiendo por ello el premio APUDEPA 2008.
En la actualidad está parcialmente dedicado a casa rural y hostelería. Además se organizan visitas guiadas por el propio decimotercer conde de Bureta.